# 와이팜
와이팜(Wireless Power Amplifier Module Inc)은 대한민국의 기업이다.  본사는 경기 성남시 분당구 황새울로319번길 8-4에 위치해 있다. 대표이사는 유대규이다. 5세대 이동통신(5G) 무선주파수(RF) 전력증폭기 모듈을 생산한다 포스코기술투자에서 총 7차례 195억을 투자하였다

## 논란
상장으로 모은 자금을 기업공개 당시 자금 사용계획에는 없던 투자회사 설립(펜타스톤인베스트먼트)에 사용을 해서 논란이 되고 있다

계획하였던 테스나 인수가 무산되면서 유상증자 공시 내용을 번복하여 불성실공시법인으로 지정되었고 인수 계약금 40억원도 몰취되었다

## 같이 보기
- 테스나
- 포스코기술투자
- 얼머스인베스트먼트
- 비하이인베스트먼트
- 린드먼아시아인베스트먼트
- 타임폴리오자산운용
- 수성자산운용
- 파인류자산운용
- 메자닌플러스자산운용
- 케이핀자산운용

## 참고문헌
1. ↑  와이팜, 국내 유일 5G RF 전력증폭기 모듈…애플 계약 브로드컴 겨냥 신제품 개발 진행, 이투데이, 2023-06-07
2. ↑  포스코기술투자, 위기서 빛난 '와이팜' 베팅, 더벨, 2020-05-29
3. ↑  IPO로 397억원 모은 와이팜, 110억원 출자 투자회사 설립, 디일렉, 2021.01.06
4. ↑  김민지, 와이팜, 뼈아픈 후유증 지속, 2022-04-29